# ۷۸۸ (خورشیدی)
۷۸۸ هفتصد و هشتاد و هشتمین سال هجری خورشیدی است.